# Wigginton and Hopwas
Wigginton and Hopwas es una parroquia civil del distrito de Lichfield, en el condado de Staffordshire (Inglaterra).

## Geografía
Según la Oficina Nacional de Estadística británica, Wigginton and Hopwas tiene una superficie de 11,5 km². En ella se ubican los pueblos de Hopwas y Wigginton.

## Demografía
Según el censo de 2001, Wigginton and Hopwas tenía 962 habitantes (50,1% varones, 49,9% mujeres) y una densidad de población de 83,65 hab/km². El 16,84% eran menores de 16 años, el 78,48% tenían entre 16 y 74, y el 4,68% eran mayores de 74. La media de edad era de 40,43 años. Del total de habitantes con 16 o más años, el 23,63% estaban solteros, el 64,13% casados, y el 12,25% divorciados o viudos.
Según su grupo étnico, el 99,69% de los habitantes eran blancos y el 0,31% negros. La mayor parte (97,92%) eran originarios del Reino Unido. El resto de países europeos englobaban al 0,83% de la población, mientras que el 1,25% había nacido en cualquier otro lugar. El cristianismo era profesado por el 86,15%, mientras que el 8,65% no eran religiosos y el 5,21% no marcaron ninguna opción en el censo.
Había 388 hogares con residentes, 14 vacíos, y 3 eran alojamientos vacacionales o segundas residencias.